# Theresa Lödermann
Theresa „Tessy“ Lödermann (* 1956 in Grainau) ist eine deutsche Politikerin (Bündnis 90/Die Grünen).

## Leben
Lödermann besuchte die Volksschule Grainau und machte den Abschluss der Mittleren Reife an der Mädchen-Realschule der Dominikanerinnen Schlehdorf. Sie war von 1974 bis 1985 als Justizbeamtin am Amtsgericht Garmisch-Partenkirchen tätig.
Lödermann war Gründungsmitglied der Bayerischen Grünen. Sie war von 1984 bis 1992 sowie seit 2014 Kreisrätin (derzeit 2. Stellvertreterin des Landrats) und von 1990 bis 1998 Mitglied des Bayerischen Landtags.
Sie ist Vizepräsidentin des Deutschen Tierschutzbundes, Landesverband Bayern e.V., 1. Vorsitzende des Tierschutzvereins des Landkreises Garmisch-Partenkirchen e.V., Seit 1979 setzt sich Tessy Lödermann für den Schutz der natürlichen Lebensgrundlagen, für Menschenrechte und für den Tierschutz ein. Für ihr Engagement wurde Lödermann vielfach ausgezeichnet, u. a. mit dem Bundesverdienstkreuz am Bande, zweimal mit dem Bayerischen Tierschutzpreis und mit der Sprecherfeder von Canton de la Tierra, einem Zusammenschluss von indigenen Menschenrechtsaktivisten.